# Фоновка (Липецкая область)
Фоновка — упразднённая деревня в Добринском районе Липецкой области России. На момент упразднения входила в состав Дубовского сельсовета.
Исключена из учётных данных в 2001 г.

## География
Располагалась к востоку от реки Лукавка, на расстоянии примерно 6,5 километрах (по прямой) к северо-западу от села Дубовое, центра сельского поселения.

## История
Деревня упразднена постановлением главы администрации Липецкой области от 09 июля 2001 года № 110.